# Tepelena
Tepelena (görögül: Τεπελένη) kisváros Albánia déli részén, az azonos nevű Tepelena kerület székhelye. Lakossága mintegy 12 100 fő (2006, becslés). A városka a Vjosa festői völgyszorosában, a Drino befolyása közelében, a folyószint felett 300 méterrel lévő fennsíkon fekszik. A hegyvidéki Dél-Albánia egyik jelentős kereskedelmi központja, a Fierből, illetve Korçából Gjirokastrába vezető utak metszéspontján. Egyetlen ipara a közeli Uja i Ftohtë (’Hideg Víz’) forrás ásványvizét palackozó üzem.

## Történelem
Kr. e. 196-ban a közeli Vjosa (akkor Aoósz) folyó szorosában csaptak össze a Titus Quinctius Flaminius konzul vezette római és az V. Philipposz irányította makedón sereg. Ez utóbbiak a szoros megtartásával igyekeztek elvágni a rómaiak Épeiroszba vezető útját. Az elhúzódó csata során egy helyi pásztor elvezette a rómaiakat arra a pontra, ahonnan lecsaphattak a makedónokra, és végül megnyerték az ütközetet.

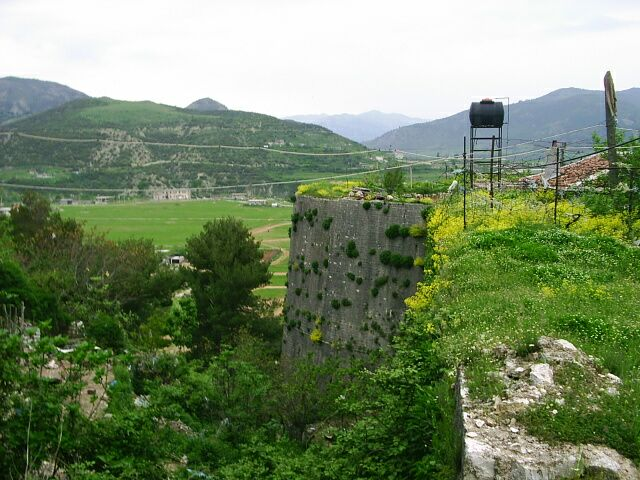
A vár romja

A bizánciak egy kisebb védművet építettek ide, amelyet a 15. században a hódító oszmánok folyamatosan bővítettek. 1789 és 1819 között a közelben született janinai kényúr, Ali Tepeleni pasa fényűző palotává alakíttatta a várat Tepedelen néven, amelyben 1809-ben az angol költő, Byron is vendégeskedett. 1847-ben, amikor az angol író, Edward Lear járt erre, már csak az elhagyott, elenyészett, egykor fényűző épületekről tudott beszámolni.
1909 februárjában itt találkoztak az ifjútörökök albán nacionalista vezetőkkel, hogy a mozgalmukhoz való csatlakozásra bírják őket. 1920-ban földrengés tette a földdel egyenlővé a városkát. A második világháborúban a megszálló olaszok itt tartották a frontot a görögökkel szemben. Táboruk a világháború utáni kommunista Hoxha-érában a kegyetlen körülményeiről és elégtelen ellátásáról hírhedtté vált munkatábor lett. Az albán Bergen-Belsenként emlegetett lágert 1950-ben zárták be, miután egy kolerajárvány végzett majd valamennyi lakójával. 1996-ban a Berisha-adminisztráció elleni tiltakozási hullám egyik kiindulópontja volt Tepelena. A helyiek 1997 márciusában, a piramisjáték-válság nyomán kirobbant zavargások idején, népi bizottságot alakítottak, és kiszabadították a helyi fogházból Fatos Nanót, Berisha politikai ellenlábasát, akit maga a köztársasági elnök juttatott börtönbe.